# Movimento per un'Europa della Libertà e della Democrazia
Il Movimento per un'Europa della Libertà e della Democrazia, abbreviato MELD, è stato un partito politico europeo di destra ed euroscettico, nato nel 2011 e dissoltosi nel 2015.
Nel Parlamento europeo i suoi aderenti sedevano nel Gruppo Europa della Libertà e della Democrazia.

## Partiti membri
| Paese      | Partito                                         | Europarlamento | Parlamento Nazionale |
| ---------- | ----------------------------------------------- | -------------- | -------------------- |
| Austria    | REKOS (Die Reformkonservativen)                 | 0 / 18         | 0 / 183              |
| Bulgaria   | Fronte Nazionale per la Salvezza della Bulgaria | 0 / 17         | 10 / 240             |
| Belgio     | Frank Vanhecke (indipendente)                   | 0 / 22         | 0 / 150              |
| Francia    | Movimento per la Francia                        | 0 / 72         | 2 / 577              |
| Grecia     | Raggruppamento Popolare Ortodosso               | 0 / 22         | 0 / 300              |
| Polonia    | Polonia Solidale                                | 0 / 51         | 11 / 460             |
| Slovacchia | Partito Nazionale Slovacco                      | 0 / 13         | 0 / 150              |

## Partiti ex-membri
- Danimarca Partito Popolare Danese (entrato nel Partito dei Conservatori e dei Riformisti Europei)
- Finlandia Veri Finlandesi (entrato nel Partito dei Conservatori e dei Riformisti Europei)
- Italia Lega Nord (entrato in Movimento per un'Europa delle Nazioni e della Libertà)
- Italia Io amo l'Italia
- Lituania Ordine e Giustizia (entrato in Alleanza per la Democrazia Diretta in Europa)